# Надпорожская волость (Каргопольский уезд)
Надпорожская во́лость — волость в составе Каргопольского уезда Олонецкой губернии.

## Общие сведения
Волостное правление располагалось в селении Абакумова.
В состав волости входило одно сельское общество, включающее 38 деревень:
- Надпорожское общество

На 1890 год численность населения волости составляла 1715 человек.
На 1905 год численность населения волости составляла 2021 человек. В волости насчитывалось 306 лошадей, 411 коров и 983 головы прочего скота.
В ходе реформы административно-территориального деления СССР в 1927 году волость была упразднена. 
В настоящее время территория Надпорожской волости относится в основном к Каргопольскому району Архангельской области.